# Sentimiento (álbum)
Sentimiento es el quinto álbum de estudio de la cantante puertorriqueña Ivy Queen, lanzado el 27 de marzo de 2007.

## Lista de canciones

### Standard Edition
| N.º   | Título                                                 | Producer(s)          | Duración |  |
| 1.    | «Intro (Qué Quieres Tú De Mí)»                         | Ivy Queen            | 2:16     |  |
| 2.    | «Que Lloren»                                           | DJ Urba & Monserrate | 3:13     |  |
| 3.    | «Sentimientos»                                         | DJ Rafy Mercenario   | 2:51     |  |
| 4.    | «Pobre Corazón» (Solo por Divino)                      | Marcos Sanchez       | 3:58     |  |
| 5.    | «En Qué Fallamos»                                      | DJ Rafy Mercenario   | 3:05     |  |
| 6.    | «Reza Por Mí»                                          | DJ Urba & Monserrate | 3:15     |  |
| 7.    | «Cuando Comprendas» (Solo por Mikey Perfecto)          | Stani                | 3:39     |  |
| 8.    | «Yo Te Rescaté»                                        | DJ Urba & Monserrate | 3:09     |  |
| 9.    | «Indecisiones»                                         | DJ Rafy Mercenario   | 3:04     |  |
| 10.   | «Llegó El Domingo» (Solo por Naldo)                    | Escobar              | 3:49     |  |
| 11.   | «Cuando No Me Tengas»                                  | DJ Urba & Monserrate | 2:57     |  |
| 12.   | «Si Eres Tú»                                           | Isidro Infante       | 4:16     |  |
| 13.   | «Mañana Al Despertar» (featuring Baby Rasta & Noriega) | Noriega              | 2:49     |  |
| 14.   | «Corazón Anestesiado»                                  | Carlos Torres        | 2:56     |  |
| 15.   | «Robarte Un Beso» (featuring Don Omar)                 | Yotuel Romero        | 3:18     |  |
| 48:39 |                                                        |                      |          |  |

### Platinum Edition
| N.º   | Título                                                               | Producer(s)                           | Duración |  |
| 1.    | «Intro - Hip Hop»                                                    | Escobar                               | 2:50     |  |
| 2.    | «Menor Que Yo»                                                       | Escobar & Zoprano                     | 3:15     |  |
| 3.    | «En Qué Fallamos (Remix)» (featuring Ken-Y)                          | DJ Rafy Mercenario                    | 3:03     |  |
| 4.    | «Dime Si Recuerdas»                                                  | Luny Tunes & Noriega                  | 4:13     |  |
| 5.    | «Que Lloren (Remix)» (featuring Naldo, Arcángel & Tito "El Bambino") | DJ Urba & Monserrate                  | 4:32     |  |
| 6.    | «Amor De Ganster»                                                    | Escobar & Zoprano                     | 3:31     |  |
| 7.    | «Robarte Un Beso» (featuring Don Omar)                               | Yotuel Romero                         | 3:18     |  |
| 8.    | «Pobre Corazón (Remix)» (featuring Divino)                           | Marcos Sanchez                        | 3:58     |  |
| 9.    | «Sentimientos (Remix)» (featuring Randy)                             | DJ Rafy Mercenario                    | 2:49     |  |
| 10.   | «Reza Por Mí»                                                        | DJ Urba & Monserrate                  | 3:15     |  |
| 11.   | «Llegó El Domingo» (Solo por Naldo)                                  | Escobar                               | 3:47     |  |
| 12.   | «Cuando No Me Tengas»                                                | Monserrate & DJ Urba                  | 2:57     |  |
| 13.   | «Coraźon Anestesiado»                                                | Carlos Torres                         | 2:58     |  |
| 14.   | «Indecisiones»                                                       | DJ Rafy Mercenario                    | 3:05     |  |
| 15.   | «Cuando Comprendas» (Solo por Mikey Perfecto)                        | Stani                                 | 3:38     |  |
| 16.   | «Yo Te Rescate»                                                      | DJ Urba & Monserrate                  | 3:09     |  |
| 17.   | «Mañana Al Despertar» (featuring Baby Rasta & Noriega)               | Noriega, Alícia Wilmer & Raymond Diaz | 2:49     |  |
| 18.   | «Si Eres Tú»                                                         | Insidro Infante                       | 4:16     |  |
| 19.   | «Qué Quieres Tú De Mí»                                               | Ivy Queen                             | 2:16     |  |
| 20.   | «En Qué Fallamos»                                                    | DJ Rafy Mercenario                    | 3:04     |  |
| 21.   | «Que Lloren»                                                         | DJ Urba & Monserrate                  | 3:13     |  |
| 22.   | «Pobre Corazón» (Solo por Divino)                                    | Marcos Sanchez                        | 3:58     |  |
| 74:06 |                                                                      |                                       |          |  |

### Platinum Edition (CD/DVD) — Disc 1
| N.º   | Título                                                               | Producer(s)          | Duración |  |
| 1.    | «Intro - Hip Hop»                                                    | Escobar              | 2:50     |  |
| 2.    | «Menor Que Yo»                                                       | Escobar & Zoprano    | 3:15     |  |
| 3.    | «En Qué Fallamos (Remix)» (featuring Ken-Y)                          | DJ Rafy Mercenario   | 3:03     |  |
| 4.    | «Dime Si Recuerdas»                                                  | Luny Tunes & Noriega | 4:13     |  |
| 5.    | «Que Lloren (Remix)» (featuring Naldo, Arcángel & Tito "El Bambino") | DJ Urba & Monserrate | 4:32     |  |
| 6.    | «Amor De Ganster»                                                    | Escobar & Zoprano    | 3:31     |  |
| 7.    | «Robarte Un Beso»                                                    | Yotuel Romero        | 3:18     |  |
| 8.    | «Pobre Coraźon» (featuring Divino)                                   | Marcos Sanchez       | 3:58     |  |
| 9.    | «Sentimientos (Remix)» (featuring Randy)                             | DJ Rafy Mercenario   | 2:49     |  |
| 10.   | «Reza Por Mí»                                                        | DJ Urba & Monserrate | 3:15     |  |
| 11.   | «Llegó El Domingo» (Solo por Naldo)                                  | Escobar              | 3:47     |  |
| 12.   | «Cuando No Me Tengas»                                                | DJ Urba & Monserrate | 2:57     |  |
| 13.   | «Coraźon Anestesiado»                                                | Carlos Torres        | 2:58     |  |
| 14.   | «Indecisiones»                                                       | DJ Urba & Monserrate | 3:05     |  |
| 15.   | «Cuando Comprendas» (Solo por Mikey Perfecto)                        | Stani                | 3:38     |  |
| 16.   | «Yo Te Rescate»                                                      | DJ Urba & Monserrate | 3:09     |  |
| 17.   | «Mañana Al Despertar» (featuring Baby Rasta & Noriega)               | Noriega              | 2:48     |  |
| 18.   | «Si Eres Tú»                                                         | Insidro Infante      | 4:16     |  |
| 19.   | «Qué Quieres Tú De Mí»                                               | Ivy Queen            | 2:16     |  |
| 20.   | «En Qué Fallamos»                                                    | DJ Rafy Mercenario   | 3:04     |  |
| 21.   | «Que Lloren»                                                         | DJ Urba & Monserrate | 3:13     |  |
| 22.   | «Pobre Corazón» (Solo por Divino)                                    | Marcos Sanchez       | 3:58     |  |
| 74:06 |                                                                      |                      |          |  |

### Platinum Edition (CD/DVD) — Disc 2
| N.º   | Título                          | Producer(s) | Duración |  |
| 1.    | «Que Lloren» (Music video)      |             | 3:49     |  |
| 2.    | «Especial»                      |             | 60:00    |  |
| 3.    | «En Qué Fallamos» (Music video) |             | 3:33     |  |
| 67:52 |                                 |             |          |  |

### Limited Collector's Edition
| N.º | Título                                                 | Producer(s)          | Duración |  |
| 1.  | «Intro (Qué Quieres Tú De Mí)»                         | Ivy Queen            | 2:16     |  |
| 2.  | «Que Lloren»                                           | DJ Urba & Monserrate | 3:13     |  |
| 3.  | «Sentimientos»                                         | DJ Rafy Mercenario   | 2:51     |  |
| 4.  | «Pobre Corazón» (Solo por Divino)                      | Marcos Sanchez       | 3:58     |  |
| 5.  | «En Qué Fallamos»                                      | DJ Rafy Mercenario   | 3:05     |  |
| 6.  | «Reza Por Mí»                                          | DJ Urba & Monserrate | 3:15     |  |
| 7.  | «Cuando Comprendas» (Solo por Mikey Perfecto)          | Stani                | 3:39     |  |
| 8.  | «Yo Te Rescaté»                                        | DJ Urba & Monserrate | 3:09     |  |
| 9.  | «Indecisiones»                                         | DJ Rafy Mercenario   | 3:04     |  |
| 10. | «Llegó El Domingo» (Solo por Naldo)                    | Escobar              | 3:49     |  |
| 11. | «Cuando No Me Tengas»                                  | DJ Urba & Monserrate | 2:57     |  |
| 12. | «Si Eres Tú»                                           | Isidro Infante       | 4:16     |  |
| 13. | «Mañana Al Despertar» (featuring Baby Rasta & Noriega) | Noriega              | 2:49     |  |
| 14. | «Corazón Anestesiado»                                  | Carlos Torres        | 2:56     |  |
| 15. | «Robarte Un Beso» (featuring Don Omar)                 | Yotuel Romero        | 3:18     |  |
| 16. | «Que Lloren» (Cotto's N.Y Reggaetón Remix)             | Norty Cotto          | 3:25     |  |

### Wal-Mart Exclusive
| N.º | Título                                                    | Producer(s)          | Duración |  |
| 1.  | «Intro (Qué Quieres Tú De Mí)»                            | Ivy Queen            | 2:16     |  |
| 2.  | «Que Lloren»                                              | DJ Urba & Monserrate | 3:13     |  |
| 3.  | «Sentimientos»                                            | DJ Rafy Mercenario   | 2:51     |  |
| 4.  | «Pobre Corazón» (Solo por Divino)                         | Marcos Sanchez       | 3:58     |  |
| 5.  | «En Qué Fallamos»                                         | DJ Rafy Mercenario   | 3:05     |  |
| 6.  | «Reza Por Mí»                                             | DJ Urba & Monserrate | 3:15     |  |
| 7.  | «Cuando Comprendas» (Solo por Mikey Perfecto)             | Stani                | 3:39     |  |
| 8.  | «Yo Te Rescaté»                                           | DJ Urba & Monserrate | 3:09     |  |
| 9.  | «Indecisiones»                                            | DJ Rafy Mercenario   | 3:04     |  |
| 10. | «Llegó El Domingo» (Solo por Naldo)                       | Escobar              | 3:49     |  |
| 11. | «Cuando No Me Tengas»                                     | DJ Urba & Monserrate | 2:57     |  |
| 12. | «Si Eres Tú»                                              | Isidro Infante       | 4:16     |  |
| 13. | «Mañana Al Despertar» (featuring by Baby Rasta & Noriega) | Noriega              | 2:49     |  |
| 14. | «Corazón Anestesiado»                                     | Carlos Torres        | 2:56     |  |
| 15. | «Robarte Un Beso» (featuring Don Omar)                    | Yotuel Romero        | 3:18     |  |
| 16. | «Que Lloren» (Cotto's N.Y Reggaetón Remix)                | Norty Cotto          | 3:25     |  |

## Listas musicales de álbumes

### Charts semanales
| Chart (2007)                          | Mejor posición |
| ------------------------------------- | -------------- |
| U.S. Billboard 200                    | 105            |
| U.S. Comprehensive Albums (Billboard) | 93             |
| U.S. Rap Albums (Billboard)           | 24             |
| U.S. Latin Albums (Billboard)         | 4              |
| U.S. Latin Rhythm Albums (Billboard)  | 1              |

### Charts anuales
| Chart (2007)                         | Mejor posición |
| ------------------------------------ | -------------- |
| U.S. Latin Albums (Billboard 200)    | 33             |
| U.S. Latin Rhythm Albums (Billboard) | 8              |
| Chart (2008)                         | Mejor posición |
| U.S. Latin Albums (Billboard)        | 51             |
| U.S. Latin Rhythm Albums (Billboard) | 6              |

### Sucesión y posicionamiento
| Predecesor: King of Kings de Don Omar | U.S. Billboard Latin Rhythm Albums — Álbum N°. 1 14 de abril de 2007 - 4 de mayo de 2007 | Sucesor: Masterpiece: Commemorative Edition de R.K.M. & Ken-Y |

## Sencillos
| Year | Song              | US chart positions | US chart positions   | US chart positions | US chart positions     | US chart positions    |
| Year | Song              | Latin Songs        | Latin Rhythm Airplay | Latin Pop Airplay  | Latin Tropical Airplay | Dance/Club Play Songs |
| ---- | ----------------- | ------------------ | -------------------- | ------------------ | ---------------------- | --------------------- |
| 2007 | Que Lloren        | 10                 | 2                    | —                  | 4                      | 20                    |
| 2007 | En Que Fallamos   | 44                 | 14                   | —                  | 15                     | —                     |
| 2007 | Sentimientos      | —                  | 22                   | —                  | —                      | 44                    |
| 2007 | Pobre Corazón     | 45                 | 37                   | 24                 | 36                     | —                     |
| 2007 | Dime Si Recuerdas | —                  | 35                   | —                  | —                      | —                     |
| 2008 | Menor Que Yo      | —                  | 25                   | —                  | —                      | —                     |

## Ventas y certificaciones
| País                  | Certificación   | Ventas   |
| --------------------- | --------------- | -------- |
| Estados Unidos (RIAA) | Platino (Latin) | 154,000+ |